# 박광선
박광선(1990년 8월 3일 ~ )은 대한민국의 가수로, 바바플레이의 3인조 그룹 울랄라세션의 멤버였다.

## 학력
- 이매초등학교
- 이매중학교
- 이매고등학교

## 음반 활동
박광선 1st single 사랑이 돌아오다 (2009년)
박광선은 2012년부터 2015년까지 발매된 음반에 참여했다.
THE K2 OST part.5 시간이 멈춘듯 (2016년)
박광선 x NAU As time goes by (2020년)
참여앨범
- 소냐 진짜 이별 (2012년)
- 나몰라 패밀리 100일송 (2014년)
- 강허달림 Beyond the blues 강허달림 (2015년)
- 나몰라 패밀리 똑같애 (2016년)
- Kiki With Storytellers 소풍 (2017년)

## 방송
- 2015년 웹드라마 도대체 무슨 일이야? 진우 역
- 2015년 엠넷 드라마 칠전팔기 구해라 장군 역
- 2017년 MBC 미스터리 음악쇼 복면가왕 널 깨물어주고 싶어 초록악어 (참가자)